# Bledius monticola
Bledius monticola är en skalbaggsart som beskrevs av Thomas Casey 1889. Bledius monticola ingår i släktet Bledius och familjen kortvingar. Inga underarter finns listade i Catalogue of Life.